# Ceboruco
Ceboruco är en stratovulkan i kommunerna Ahuacatlán och Jala i Nayarit i Mexiko.  Det är i delstaten Nayarit, i den centrala delen av landet, 600 km väster om huvudstaden Mexico City. Toppen mäter 2 221 meter över havet, och vulkanen hade senast utbrott 1875.
Terrängen runt Ceboruco är huvudsakligen lite bergig. Runt Ceboruco är det ganska glesbefolkat, med 32 invånare per kvadratkilometer. Närmaste större samhälle är Jala, 7,7 km öster om Ceboruco. I omgivningarna runt Ceboruco växer huvudsakligen savannskog.